# Ринкоєзьори
Ринкоєзьори (пол. Rynkojeziory) — село в Польщі, у гміні Сейни Сейненського повіту Підляського воєводства.
Населення — 49 осіб (2011).
У 1975—1998 роках село належало до Сувальського воєводства.

## Демографія
Демографічна структура станом на 31 березня 2011 року:
|          | Загалом | Допрацездатний вік | Працездатний вік | Постпрацездатний вік |
| -------- | ------- | ------------------ | ---------------- | -------------------- |
| Чоловіки | 20      | 3                  | 16               | 1                    |
| Жінки    | 29      | 7                  | 18               | 4                    |
| Разом    | 49      | 10                 | 34               | 5                    |